# San Marcobiblioteket

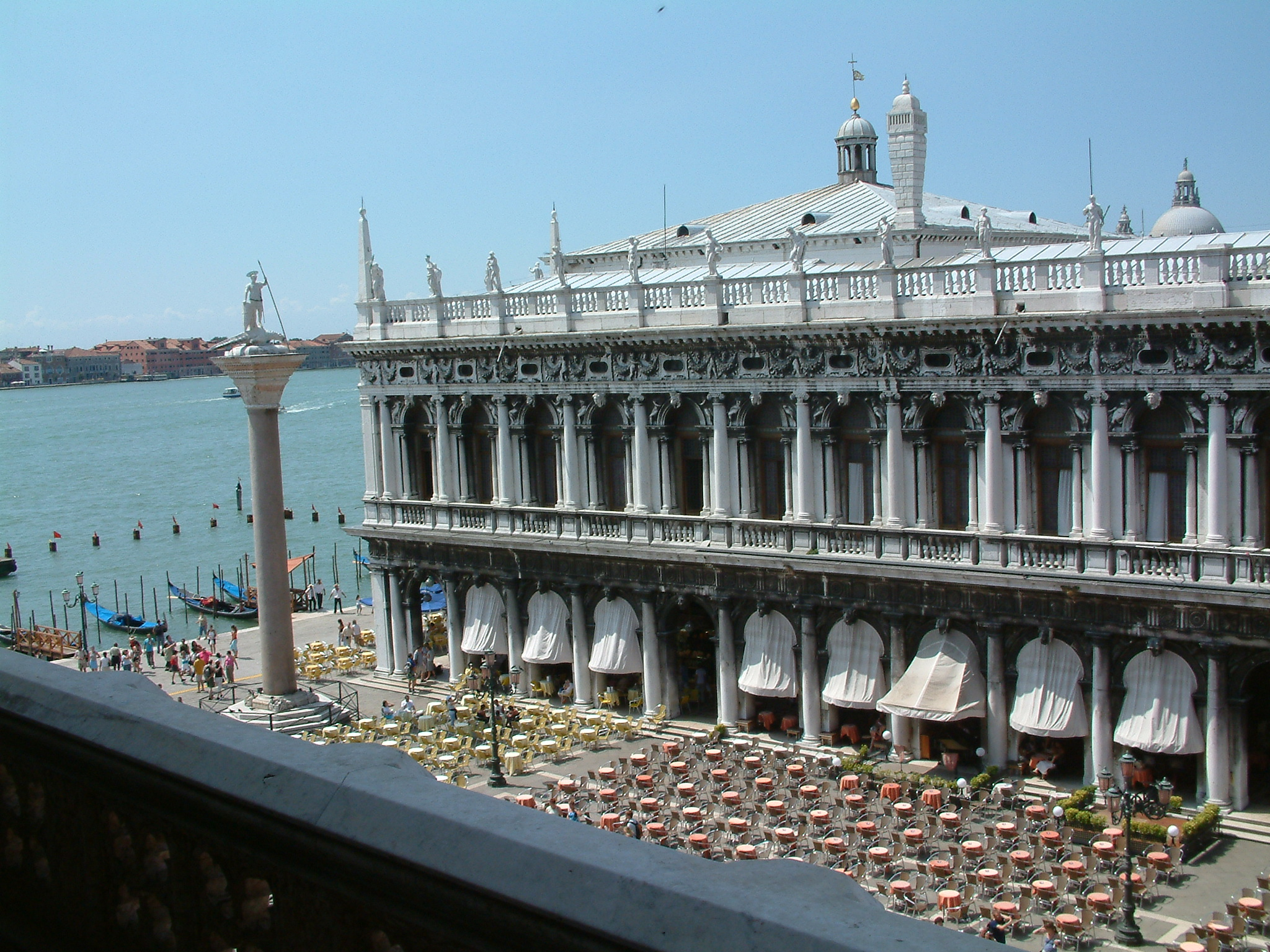
San Marcobiblioteket

San Marcobiblioteket, Biblioteca Nazionale Marciana, är ett bibliotek i Venedig, Italien. Biblioteket påbörjades år 1537 av arkitekten Jacopo Sansovino och har en av världens största samlingar av klassiska handskrifter. Biblioteket har fått sitt namn efter stadens skyddshelgon San Marco och har varit republiken Venedigs nationalbibliotek. Det är även numera ett av Italiens viktigaste bibliotek.

## Kända bibliotekarier
- Bartolommeo Gamba
- Giuseppe Valentinelli